# Roddy Lenga
Roddy Lenga (ur. 22 kwietnia 1990) – vanuacki piłkarz grający na pozycji pomocnika.

## Kariera klubowa
Karierę piłkarską Lenga rozpoczął w klubie Amicale FC. W jego barwach zadebiutował w pierwszej lidze vanuackiej w 2011. Z Amicale dwukrotnie zdobył mistrzostwo Vanuatu w 2012.

## Kariera reprezentacyjna
W reprezentacji Vanuatu Lenga zadebiutował 1 czerwca 2012 w przegranym 2-5 z Nową Kaledonią w Pucharze Narodów Oceanii 2012, który był jednocześnie częścią eliminacji Mistrzostw Świata 2014.